# Theanó Fotíou
Theanó Fotíou (grec moderne : Θεανώ Φωτίου) est une femme politique grecque, membre du parti SYRIZA.

## Biographie
En 2012, elle est chargée, avec Tássos Kourákis, de l'éducation dans le cabinet fantôme (« σκιώδης κυβέρνηση ») du parti.
Aux élections législatives grecques de janvier 2015, elle est élue députée au Parlement grec sur la liste de la SYRIZA dans la deuxième circonscription d'Athènes.